# Унтермюнкгайм
Унтермюнкгайм (нім. Untermünkheim) — громада в Німеччині, знаходиться в землі Баден-Вюртемберг. Підпорядковується адміністративному округу Штутгарт. Входить до складу району Швебіш-Галль.
Площа — 27,14 км2. Населення становить 3109 ос. (станом на 31 грудня 2020).